# Marie Forså
Marie Forså (Farsta, 13 de diciembre de 1956) es una actriz sueca, activa principalmente en el cine europeo en la década de 1970.

## Biografía
Una de las primeras apariciones de Forså en el cine de su país ocurrió en 1973 en Der Fluch der schwarzen Schwestern, una película de terror con contenido sexual en la que interpretó el papel de Helga. Ese mismo año figuró en la película francesa de antología de Walerian Borowczyk, Contes immoraux, en la que apareció en un segmento dedicado a la Condesa Báthory. A partir de entonces registró apariciones en otras producciones europeas como Flossie, Justine och Juliette, Butterflies, Bel Ami, Molly y Chez Nous, usando el seudónimo de María Lynn en algunas de ellas.

## Filmografía destacada

### Cine
- 47:an Löken blåser på (1972)
- Der Fluch der schwarzen Schwestern (1973)
- Contes immoraux (1973)
- Flossie (1974)
- Vild på sex (1974)
- Butterflies (1975)
- Justine och Juliette (1975
- Bel Ami (1976)
- Molly (1977)
- Chez Nous (1978)
- Jag är med barn (1979)